# Milos Raonic
Milos Raonic (serb. Милош Раонић, Miloš Raonić, ur. 27 grudnia 1990 w Titogradzie) – kanadyjski tenisista czarnogórskiego pochodzenia, zwycięzca 8 turniejów rangi ATP World Tour w grze pojedynczej, reprezentant kraju w Pucharze Davisa, olimpijczyk z Londynu (2012).

## Kariera tenisowa
Od roku 2008 Raonic jest tenisistą zawodowym. W Australian Open w roku 2011 awansował do turnieju głównego przechodząc najpierw eliminacje. W fazie zasadniczej wyeliminował najpierw Niemca Björna Phau, w dalszej fazie pokonał rozstawionego z nr 22. Michaëla Llodrę, a w III rundzie rozstawionego z nr 10. Michaiła Jużnego. W IV rundzie przegrał z rozstawionym z nr 7. Davidem Ferrerem. W lutym 2011 roku Raonic wygrywał pierwszą w karierze imprezę rangi ATP World Tour, w San José. W drodze po tytuł wyeliminował m.in. Xaviera Malisse’a, Jamesa Blake’a, a w finale wynikiem 7:6(6), 7:6(5) Hiszpana Fernando Verdasco. Tuż po tym sukcesie Kanadyjczyk osiągnął kolejny finał rozgrywek ATP World Tour, na kortach w Memphis. Finałowe spotkanie przegrał jednak z Andym Roddickiem. W czerwcu Raonic dotarł do finału gry podwójnej w Halle, gdzie grając w parze z Robinem Haasem ulegli w decydującym spotkaniu duetowi Rohan Bopanna-Aisam-ul-Haq Qureshi 6:7(8), 6:3, 9-11.
W styczniu 2012 roku Raonic wygrał drugi zawodowy turniej, w Ćennaju. W decydującym spotkaniu pokonał 6:7(4), 7:6(4), 7:6(4) Janko Tipsarevicia. W lutym obronił tytuł w San José, po zwycięstwie w finale nad Denisem Istominem. Podobnie jak i przed rokiem, zmagania w Memphis zakończył na udziale w finale, w którym uległ Jürgenowi Melzerowi. W październiku osiągnął finał turnieju w Tokio, gdzie uległ Keiemu Nishikoriemu. Latem Raonic zagrał na igrzyskach olimpijskich w Londynie dochodząc do 2 rundy turnieju singlowego.
W połowie lutego 2013 roku tenisista kanadyjski po raz trzeci zatriumfował w San José, gdzie w finale pokonał Tommy’ego Haasa. W sierpniu po raz pierwszy w karierze awansował do finału zawodów kategorii ATP World Tour Masters 1000, a dokonał tego w Montrealu, w finale ulegając Rafaelowi Nadalowi. Pod koniec września Raonic wygrał turniej rozgrywany w Bangkoku. Finałowe spotkanie zagrał z Tomášem Berdychem, a zakończyło się ono zwycięstwem Kanadyjczyka 7:6(4), 6:3. Po tym sukcesie Raonic zagrał w Tokio, gdzie po raz drugi z rzędu dotarł do finału. Tym razem mecz o mistrzowski tytuł przegrał z Juanem Martínem del Potro.
Pierwszy finał do jakiego Raonic doszedł w 2014 roku miał miejsce na początku sierpnia w Waszyngtonie. Kanadyjczyk wygrał całe zawody nie tracąc seta, a w decydującym meczu był lepszy od Vaska Pospisila. Następny finał z udziałem Raonicia miał miejsce na początku października w Tokio, gdzie został pokonany w decydującym meczu przez Keiego Nishikoriego. Na początku listopada Raonic został uczestnikiem finału w Paryżu, po wyeliminowaniu m.in. w ćwierćfinale Rogera Federera i w półfinale Tomáša Berdycha. Spotkanie o tytuł przegrał z Novakiem Đokoviciem.
W styczniu 2015 roku Raonic doszedł do finału w Brisbane, w którym uległ Rogerowi Federerowi. Osiem miesięcy później Kanadyjczyk wygrał turniej w Petersburgu, w którym pokonał João Sousę.
Na początku 2016 roku Raonic został mistrzem zawodów w Brisbane, pokonując 6:4, 6:4 Rogera Federera. Dwa miesiące później po raz pierwszy w karierze dotarł do turnieju kategorii ATP World Tour Masters 1000, w Indian Wells ponosząc porażkę z Novakiem Đokoviciem. W połowie czerwca Kanadyjczyk zagrał w finale turnieju w Londynie, ale musiał w nim uznać wyższość Andy’ego Murraya. Po raz kolejny został pokonany przez Murraya w finale Wimbledonu, gdzie uległ mu 4:6, 6:7(3), 6:7(2).
Sezon 2017 Raonic zakończył bez turniejowego zwycięstwa. Był w finałach rozgrywek w Delray Beach w lutym i Stambule w maju. Finał w Delray Beach oddał walkowerem Jackowi Sockowi przez uraz uda. Przez problemy z lewym nadgarstkiem Kanadyjczyk zrezygnował ze startu w US Open. W pozostałych imprezach Wielkiego Szlema osiągnął ćwierćfinały podczas Australian Open i Wimbledonu, a na French Open odpadł w czwartej rundzie. Sezon zakończył na początku października z powodu kontuzji łydki.
W marcu 2010 roku Raonic zadebiutował w reprezentacji Kanady w Pucharze Davisa. W 2011 roku przyczynił się do awansu Kanady do grupy światowej, najwyższej klasy rozgrywek. Do końca 2012 roku rozegrał w zawodach dziewięć pojedynków singlowych, z których sześć wygrał, natomiast w deblu ma na koncie dwa zwycięstwa oraz jedną porażkę.
Najwyżej sklasyfikowany w rankingu singlistów był na 3. miejscu w listopadzie 2016 roku.

### Finały w turniejach ATP Tour
| Legenda                                      |
| -------------------------------------------- |
| Wielki Szlem                                 |
| Igrzyska olimpijskie                         |
| Tennis Masters Cup / ATP Finals              |
| ATP Masters Series / ATP Tour Masters 1000   |
| ATP International Series Gold / ATP Tour 500 |
| ATP International Series / ATP Tour 250      |

#### Gra pojedyncza (8–15)
| Końcowy wynik | Nr  | Data                | Turniej           | Nawierzchnia  | Przeciwnik            | Wynik finału           |
| ------------- | --- | ------------------- | ----------------- | ------------- | --------------------- | ---------------------- |
| Zwycięzca     | 1.  | 13 lutego 2011      | San José          | Twarda (hala) | Fernando Verdasco     | 7:6(6), 7:6(5)         |
| Finalista     | 1.  | 20 lutego 2011      | Memphis           | Twarda (hala) | Andy Roddick          | 6:7(7), 7:6(11), 5:7   |
| Zwycięzca     | 2.  | 8 stycznia 2012     | Ćennaj            | Twarda        | Janko Tipsarević      | 6:7(4), 7:6(4), 7:6(4) |
| Zwycięzca     | 3.  | 19 lutego 2012      | San José          | Twarda (hala) | Denis Istomin         | 7:6(3), 6:2            |
| Finalista     | 2.  | 26 lutego 2012      | Memphis           | Twarda (hala) | Jürgen Melzer         | 5:7, 6:7(4)            |
| Finalista     | 3.  | 7 października 2012 | Tokio             | Twarda        | Kei Nishikori         | 6:7(5), 6:3, 0:6       |
| Zwycięzca     | 4.  | 17 lutego 2013      | San José          | Twarda (hala) | Tommy Haas            | 6:4, 6:3               |
| Finalista     | 4.  | 11 sierpnia 2013    | Montreal          | Twarda        | Rafael Nadal          | 2:6, 2:6               |
| Zwycięzca     | 5.  | 29 września 2013    | Bangkok           | Twarda (hala) | Tomáš Berdych         | 7:6(4), 6:3            |
| Finalista     | 5.  | 6 października 2013 | Tokio             | Twarda        | Juan Martín del Potro | 6:7(5), 5:7            |
| Zwycięzca     | 6.  | 3 sierpnia 2014     | Waszyngton        | Twarda        | Vasek Pospisil        | 6:1, 6:4               |
| Finalista     | 6.  | 5 października 2014 | Tokio             | Twarda        | Kei Nishikori         | 6:7(5), 6:4, 4:6       |
| Finalista     | 7.  | 2 listopada 2014    | Paryż             | Twarda (hala) | Novak Đoković         | 2:6, 3:6               |
| Finalista     | 8.  | 11 stycznia 2015    | Brisbane          | Twarda        | Roger Federer         | 4:6, 7:6(2), 4:6       |
| Zwycięzca     | 7.  | 27 września 2015    | Petersburg        | Twarda (hala) | João Sousa            | 6:3, 3:6, 6:3          |
| Zwycięzca     | 8.  | 10 stycznia 2016    | Brisbane          | Twarda        | Roger Federer         | 6:4, 6:4               |
| Finalista     | 9.  | 20 marca 2016       | Indian Wells      | Twarda        | Novak Đoković         | 2:6, 0:6               |
| Finalista     | 10. | 19 czerwca 2016     | Londyn            | Trawiasta     | Andy Murray           | 7:6(5), 4:6, 3:6       |
| Finalista     | 11. | 10 lipca 2016       | Wimbledon, Londyn | Trawiasta     | Andy Murray           | 4:6, 6:7(3), 6:7(2)    |
| Finalista     | 12. | 26 lutego 2017      | Delray Beach      | Twarda        | Jack Sock             | walkower               |
| Finalista     | 13. | 7 maja 2017         | Stambuł           | Ceglana       | Marin Čilić           | 6:7(3), 3:6            |
| Finalista     | 14. | 17 czerwca 2018     | Stuttgart         | Trawiasta     | Roger Federer         | 4:6, 6:7(3)            |
| Finalista     | 15. | 29 sierpnia 2020    | Nowy Jork         | Twarda        | Novak Đoković         | 6:1, 3:6, 4:6          |

#### Gra podwójna (0–1)
| Końcowy wynik | Nr | Data            | Turniej | Nawierzchnia | Partner     | Przeciwnicy                        | Wynik finału      |
| ------------- | -- | --------------- | ------- | ------------ | ----------- | ---------------------------------- | ----------------- |
| Finalista     | 1. | 12 czerwca 2011 | Halle   | Trawiasta    | Robin Haase | Rohan Bopanna Aisam-ul-Haq Qureshi | 6:7(8), 6:3, 9–11 |

### Osiągnięcia w turniejach Wielkiego Szlema i ATP Tour Masters 1000 (gra pojedyncza)
| Turniej                  | 2009         | 2010         | 2011         | 2012         | 2013         | 2014         | 2015         | 2016         | 2017         | 2018         | 2019         | 2020         | 2021         | 2022         | 2023         | 2024         | Wygrane turnieje | Bilans w turnieju |
| Wielki Szlem             | Wielki Szlem | Wielki Szlem | Wielki Szlem | Wielki Szlem | Wielki Szlem | Wielki Szlem | Wielki Szlem | Wielki Szlem | Wielki Szlem | Wielki Szlem | Wielki Szlem | Wielki Szlem | Wielki Szlem | Wielki Szlem | Wielki Szlem | Wielki Szlem | Wielki Szlem     | Wielki Szlem      |
| ------------------------ | ------------ | ------------ | ------------ | ------------ | ------------ | ------------ | ------------ | ------------ | ------------ | ------------ | ------------ | ------------ | ------------ | ------------ | ------------ | ------------ | ---------------- | ----------------- |
| Australian Open          | –            | –            | 4R           | 3R           | 4R           | 3R           | QF           | SF           | QF           | 1R           | QF           | QF           | 4R           | –            | –            | 1R           | 0 / 12           | 34–12             |
| French Open              | –            | –            | 1R           | 3R           | 3R           | QF           | –            | 4R           | 4R           | –            | –            | –            | –            | –            | –            |              | 0 / 6            | 14–6              |
| Wimbledon                | –            | –            | 2R           | 2R           | 2R           | SF           | 3R           | F            | QF           | QF           | 4R           | NH           | –            | –            | 2R           |              | 0 / 10           | 28–10             |
| US Open                  | –            | 1R           | –            | 4R           | 4R           | 4R           | 3R           | 2R           | –            | 4R           | –            | 2R           | –            | –            | 1R           |              | 0 / 9            | 16–9              |
| Bilans spotkań           | 0–0          | 0–1          | 4–3          | 8–4          | 9–4          | 14–4         | 8–3          | 15–4         | 11–3         | 7–3          | 7–2          | 5–2          | 3–1          | 0–0          | 1–2          | 0–1          | N/A              | 92–37             |
| ATP Finals               |              |              |              |              |              |              |              |              |              |              |              |              |              |              |              |              |                  |                   |
| ATP Finals               | –            | –            | –            | –            | –            | RR           | –            | SF           | –            | –            | –            | –            | –            | –            | –            |              | 0 / 2            | 2–4               |
| ATP Tour Masters 1000    |              |              |              |              |              |              |              |              |              |              |              |              |              |              |              |              |                  |                   |
| Indian Wells             | –            | –            | 3R           | 3R           | 4R           | QF           | SF           | F            | –            | SF           | SF           | NH           | –            | –            | –            |              | 0 / 8            | 23–8              |
| Miami                    | –            | –            | 2R           | 3R           | 3R           | QF           | 4R           | QF           | 3R           | QF           | 3R           | NH           | 4R           | –            | –            |              | 0 / 10           | 16–7              |
| Monte Carlo              | –            | –            | 3R           | 1R           | 2R           | QF           | QF           | QF           | –            | 3R           | –            | NH           | –            | –            | –            |              | 0 / 7            | 12–6              |
| Madryt                   | –            | –            | 1R           | 2R           | 2R           | 3R           | QF           | QF           | 3R           | 3R           | –            | NH           | –            | –            | –            |              | 0 / 8            | 11–8              |
| Rzym                     | –            | –            | 1R           | 1R           | 1R           | SF           | –            | 2R           | QF           | –            | –            | 2R           | –            | –            | –            |              | 0 / 7            | 7–7               |
| Montreal/Toronto         | 1R           | 1R           | –            | QF           | F            | QF           | 2R           | QF           | 2R           | 2R           | 2R           | NH           | –            | –            | 3R           |              | 0 / 11           | 14–11             |
| Cincinnati               | –            | –            | –            | QF           | 3R           | SF           | 1R           | SF           | –            | QF           | –            | F            | –            | –            | –            |              | 0 / 7            | 19–7              |
| Szanghaj                 | –            | –            | 2R           | 2R           | 3R           | 2R           | 3R           | 3R           | –            | 1R           | –            | NH           | –            | –            | –            |              | 0 / 7            | 7–7               |
| Paryż                    | –            | –            | 1R           | 3R           | 3R           | F            | –            | SF           | –            | 2R           | 2R           | SF           | –            | –            | –            |              | 0 / 8            | 15–6              |
| Bilans spotkań           | 0–1          | 0–1          | 5–7          | 9–8          | 14–8         | 21–9         | 12–7         | 24–8         | 4–3          | 15–6         | 6–4          | 10–3         | 2–1          | 0–0          | 2–1          | 0–0          | N/A              | 124–67            |
| Ranking na koniec sezonu |              |              |              |              |              |              |              |              |              |              |              |              |              |              |              |              |                  |                   |
|                          | 373          | 156          | 31           | 13           | 11           | 8            | 14           | 3            | 24           | 18           | 31           | 14           | 70           | –            | 317          |              | N/A              | N/A               |

Legenda
     W, wygrał turniej
     F, przegrał w finale
     SF, przegrał w półfinale
     QF, przegrał w ćwierćfinale
     4R, 3R, 2R, 1R przegrał w IV, III, II, I rundzie
     RR, odpadł w fazie grupowej
     –, nie startował w turnieju głównym
     NH, turniej nie odbył się